# Fagerlids socken
Fagerlid var en socken i Vadsbo härad i Västergötland. Den ingår nu i Gullspångs kommun i den del av Västra Götalands län som tidigare ingick i Skaraborgs län. 
På 1790-talet införlivades Fagerlids församling med Hova kyrksocken. Den fortsatte dock att utgöra en egen jordebokssocken ytterligare ett hundratal år fram till dess att det 1889 beslutades att Fagerlid även skulle uppgå i Hova jordebokssocken. 
Kyrkan låg 6,5 kilometer sydväst om Hova.